# 탕쥔이

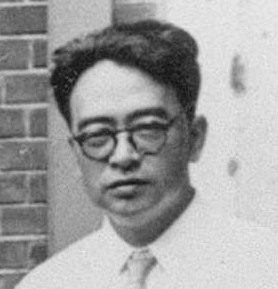

탕쥔이(唐君毅, 당군의)는 슝스리, 머우쭝싼과 더불어 신유학 운동과 연관된 중국의 철학자이다. 중국문화의 새로운 창조를 위해 헤겔 정신철학에 의거한 문화철학을 제시하였다. 헤겔의 정신철학에 영향을 받아,  문화가 ‘태극(太極)’에서 ‘인극(人極)’, 그리고 ‘황극(皇極)’으로 발전해간다는 사상을 제기하였다. 헤겔의 ‘절대정신’과 탕쥔이의 ‘생명심령’은 이 세계의 본체라는 점에서 일치하고, 그 전개과정 역시 변증법적으로 이루어진다. 이러한 작업은 중국철학 심성론의 기본정신을 헤겔의 철학을 이용하여 표현한 것이다. 그는 《인생지체험》과 《도덕자아지건립》에서 "진실된 자기 자신을 실현하는 것"과 "마땅히 해야 한다고 생각한 것을 하는 것"이 인생의 목적이 되어야 함을 주장했다.